# تعليق مغناطيسي
نظام التعليق المغناطيسي او الرفع المغناطيسي هو طريقة يتم بها تعليق أي شيء بدون دواعم فيما عدا المجال المغناطيسي . القوى المغناطيسية تستخدم لتلاشي تأثير عجلة الجاذبية الأرضية وأي تأثير مماثل لها .
يوجد عاملان أساسيان في موضوع نظام التعليق المغناطيسي وهما قوى الرفع (وهي المسؤولة عن توليد قوى كافية لأعلى، عكس اتجاه الجاذبية) والثبات (وهو ضمان لعدم حدوث أي انزلاق أو قلب لاتجاه المجال مما يؤدي إلى انهيار تأثيره
نظام التعليق المغناطيسي يستخدم في القطارات المعلقة ، الذوائب الغير متلامسة (مثل البلازما) ،و رمان البلي المغناطيسي

## الرفع

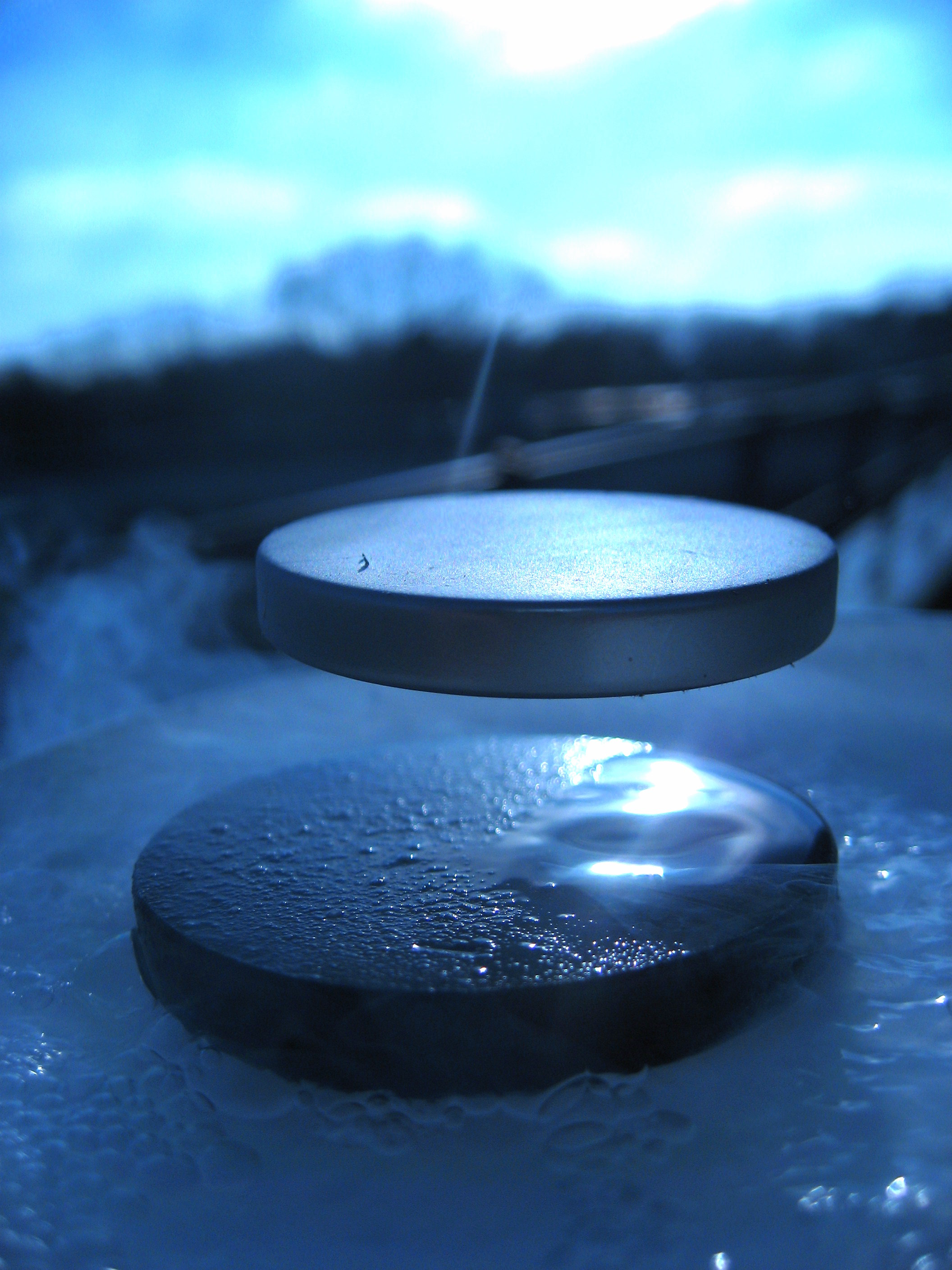
مادة فائقه التوصيل ترفع مغناطيس دائم في حالة التبريد للمادة

المواد والأنظمة المغناطيسية لها القدرة علي الضغط والجذب بين بعضها بقوة تتناسب مع المجال المغناطيسي والمساحة المؤثرة عليها، في على سبيل المثال : أبسط طريقة لتخيل الرفع المغناطيسي هي وجود مغانطيسي ثانئي القطب موجود في مجال مغناطيس أخر ثنائي القطب يواجه كل منها الأخر بنفس الأقطاب المتشابه فيتكون بينهم قوي تضاد تكشف عن قوي المغناطيسيين .
بالأساس كل أنواع المغناطيسيات تستخدم لتوليد قوي الرفع الموجوده في نظام التعليق المغناطيسي ؛ المغناطيس الدائم، المغناطيس الكهربي، المغناطيس المؤقت، المغناطيس الضعيف، مغناطيس المواد فائقة التوصيل، والمواد القابلة للمغنطة سوا كان بالحث الكهربي أو الموصلات
لحساب كمية الرفع المغناطيسي، يجب تعريف الضغط المغناطيسي
فعلى سبيل المثال الضغط المغناطيسي لأي مجال مغناطيسي علي مادة فائقة التوصيل يمكن حسابها من خلال :
{\displaystyle P_{mag}={\frac {B^{2}}{2\mu _{0}}}}
حيث {\displaystyle P_{mag}} هي القوة لكل وحدة مساحة بالبسكال , {\displaystyle B}  هي المجال المغناطيسي للمادة فائقة التوصيل بالتسلا و   {\displaystyle \mu _{0}} = 4π×10−7 N·A−2 هي نفاذية الفراغ  

## الثبات
نظرية
ايرنشو تثبت أنه باستخدام المواد التي مغنطتها مسبقا فقط (مثل قطع الحديد الممغنطه) يمكن لنظام استاتيكي فقط أن يكون في فحالة ثبات ضد قوي الجاذبية
فمثلا، أبسط شئ عند مقابلة زوج من المغناطيس ثنائي القطب فيكون من الصعب وضعه في حالة ثبات حيث أن إحدي القطبين يمكن له أن ينزلق أو يدور في الاتجاه المعاطس ليلاشي القوي المتولدة بينهما وهو ما يمنع وجود ثبات
بالرغم من ذلك ففي الأنظمة النقل الميكانيكي، فإن استخدام المواد الممغنطه أو المواد فائقة التوصيلية أو أنظمة الحث الكهربي يمكن بها تحقيق الثبات
في بعض الحالات قوي الرفع تكون من خلال استخدام مجال مغناطيسي في حين أن الثبات يكون بدعمات ميكانيكية . وهذه الحالة يطلق عليها التعليق الزائف

### الثبات الاستاتيكي
الثبات الاستاتيكي يعني أن أي ازاحة صغير بعيدا عن منطقة التعادل تتسبب في أن مجموع القوي يدفعها ثانيا لتعود لنقطة التعادل
بطريقة حصرية أثبتت نظرية ايرنشو أنه ليس من الممكن الرفع بثبات باستخدام مجال مغناطيسي مؤقت صغير فقط . فالقوي المؤثر علي أي شئ مؤقت المغنطة في تواجد أي من المجالات الجاذبية والمغناطيسية والكهربية الحث سيجعل هذا الجسم غير مستقر على الأقل علي محور واحد بل ويمكن أن يكون غير متعادل الاستقرار علي جميع المحاور .
علي الرغم من ذلك بعض الاحتماليات لتواجد ثبات ورفع عند استخدام مثبت إليكتروني أو مواد ضعيفة المغنطة (حيث أن السماحية المغناطيسية لها تكون اقل من واحد )؛ ويمكن اثبات أن المواد ضعيفه المغنطة تكون في حالة ثبات على الأقل علي محور واحد ويمكن أن تعمم لتصبح ثابته علي باقي المحاور .
الموصلات القابله للمغنطة لها سماحية نسبية للمغناطسية أقل من الواحد لذا باستخدام بعض الاعدادات ووجود تيار متردد يقود مغناطيس كهربي أن يصل لحالة الثبات
الثبات الديناميكي
يحدث الثبات الديناميكي عندما يعمل نظام التعليق علي اخماد أي حركة اهتزازية قد تحدث .
المجالات المغناطسية هي قوي ثابتة الاتجاه لذا فهي ليس بها اخماد طبيعي، فعمليا الكثير من نظم الرفع تكون في تحت مجال الإخماد بل في بعض الحالات يوجد اخماد سلبي . وهذا قد يمنع أي اهتزاز من التكون ويؤدي بالجسم إلي الخروج من منطقة الثبات.
اخماد الحركة يتم من خلال عدد من الطرق :
- نظام اخماد ميكانيكي خارجي (كدعامه) مثل وعاء الكبح، مقاومة الهواء إلخ .
- دوامة الإخماد (معدن موصل متأثر بالمجال )
- كتله اخماد في الجسم المرفوع
- مغناطيس كهربي يتم التحكم فيه بألكترونيات

## الطرق

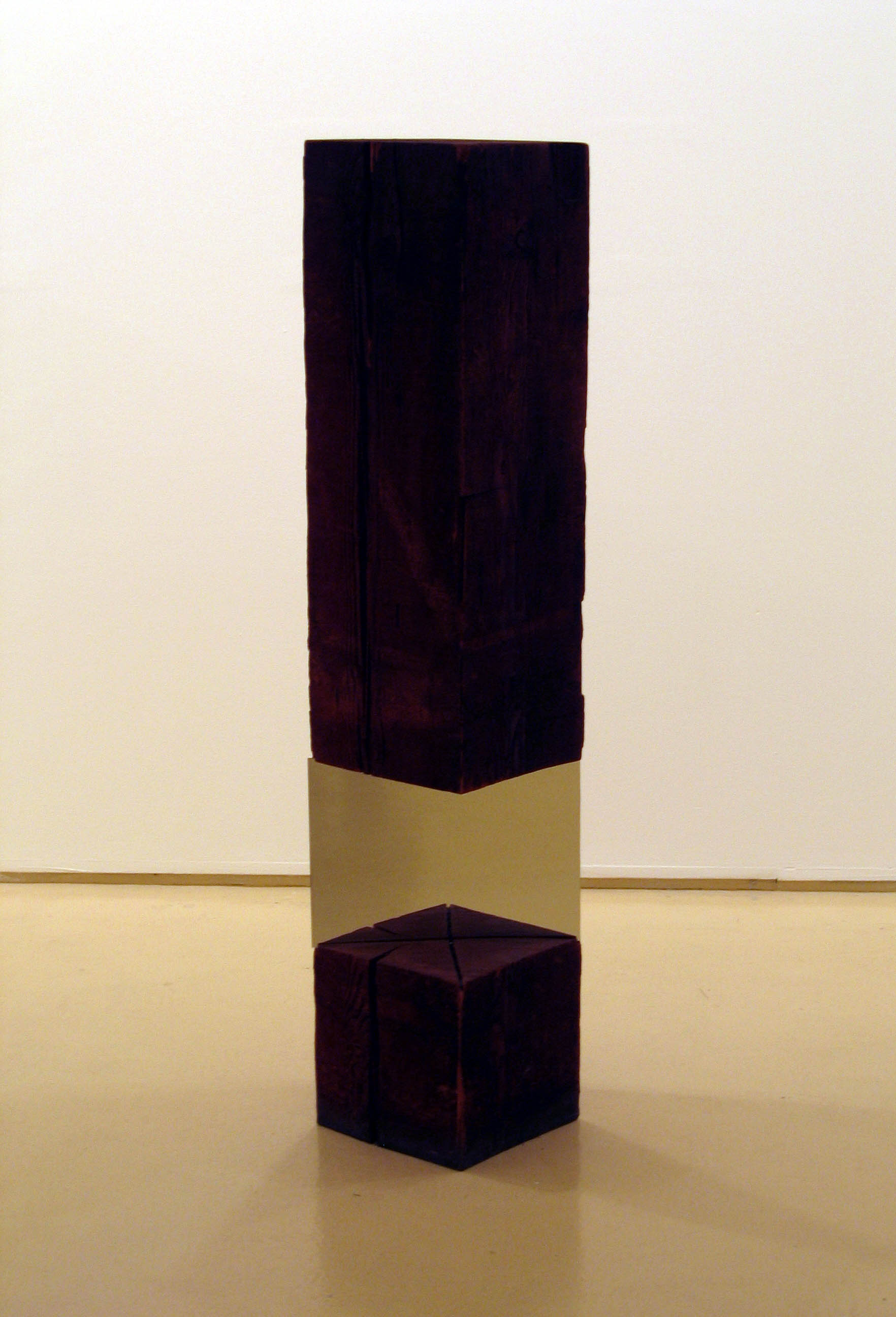
قيد ميكانيكي (في هذا الحالة القيود علي الجوانب من خلال صندوق مفرغ من الداخل) يمنع التعليق الزائف للمغناطيس الدائم من الحركة

لتكوين رفع ناجح يتم التحكم في ست محاور (درجات الحرية : ثلاثة متعامد وثلاث دورانية) وتكوين نظام من مغناطيس دائم ومغناطيس كهربي أو غير دائم أو مادة فائقه التوصيل بالإضافة إلي مجالي الجذب والتنابض . من نظرية ايرنشو على الأقل محور واحد يكون في وضع الثبات لتحقيق الرفع المغناطيسي، ولكن المحور الثاني يمكن تثبيته باستخدام مغناطيس من الحديد .
المغناطيس الاساسي المستخدم في القطار المعلق هو مغناطيس كهربي ذو تثبيت ميكانيكي وتعليق كهروديناميكي .